# Ями (Опольське воєводство)
Ями (пол. Jamy) — село в Польщі, у гміні Гожув-Шльонський Олеського повіту Опольського воєводства.
Населення — 331 особа (2011).
У 1975-1998 роках село належало до Ченстоховського воєводства.

## Демографія
Демографічна структура станом на 31 березня 2011 року:
|          | Загалом | Допрацездатний вік | Працездатний вік | Постпрацездатний вік |
| -------- | ------- | ------------------ | ---------------- | -------------------- |
| Чоловіки | 156     | 27                 | 102              | 27                   |
| Жінки    | 175     | 23                 | 103              | 49                   |
| Разом    | 331     | 50                 | 205              | 76                   |